# Muhammad Ould Abdel Aziz
Muhammad Ould Abdel Aziz (arabiska: محمد ولد عبد العزيز Muḥammad Wald ‘Abd al-‘Azīz), född 20 december 1956 i Akjoujt, är en mauretansk officer och politiker som var landets president 2009–2019. Han var ledande i den statskupp som i augusti 2005 avsatte president Maaouya Ould Sid'Ahmed Taya. I augusti 2008 ledde han en annan statskupp som avsatte president Sidi Ould Cheikh Abdallahi.
Efter den senaste statskuppen tillsattes Abdel Aziz som ordförande i landets högsta råd. Detta sa sig utgöra en politisk övergångslösning som skulle leda till allmänna val. Abdel Aziz bildade därefter det politiska partiet Unionen för republiken (Union pour la république, UPR). Abdel Aziz vann presidentvalet 2009, och hans UPR vann 2013 ett parlamentsval som bojkottades av oppositionen. Abdel Aziz var därefter president till 1 augusti 2019.
I oktober 2023 begärde åklagaren 20 års fängelse med förverkande av Mohamed Ould Abdel Aziz egendom.

## Källhänvisningar
1. 1 2  Mauritania, rulers.org, läst 2020-10-30
2. ↑  "Mauretanien: Statsskick och politik". NE.se. Läst 24 februari 2023.
3. ↑  "Mauritanie : vingt ans de prison ferme requis contre l’ex-président Mohamed Ould Abdel Aziz". www.LeMonde.fr Läst 25 october 2023.